# Avá-Canoeiro
Avá-Canoeiro (Avá-Canoeiros, Canoeiros, Avá), pleme američkih Indijanaca s gornjeg toka rijeke Tocantins u brazilskim državama Goiás i Tocantins, uključujući i otok Bananal. Jezično pripadaju podskupini Tenetehara, porodica Tupi-Guarani. Gotovo su nestali. populacija im je iznosila 56 (1995 SIL); 5 na rezervatu Terra Indígena Avá-Canoeiro u općinama Colinas do Sul i Minaçu. Ne smiju se pobrkati s plemenom Canoeiro ili Rikbaktsa.